# Stadionul Ilie Oană
Stadionul Ilie Oană – stadion piłkarski w Ploeszti, w Rumunii. Został wybudowany w latach 2010–2011 w miejscu starego stadionu o tej samej nazwie i oddany do użytku 23 września 2011 roku. Obiekt może pomieścić 15 097 widzów. Swoje spotkania rozgrywają na nim piłkarze klubu Petrolul Ploeszti, grywała na nim również reprezentacja Rumunii. Stadion nosi imię Ilie Oany.